# Modrzejowice
Modrzejowice [pronunciación en polaco: /mɔdʐɛjɔˈvit͡sɛ/] es un pueblo ubicado en el distrito administrativo de Gmina Skaryszew, dentro del Condado de Radom, Voivodato de Mazovia, en el este de Polonia central. Se encuentra aproximadamente a 5 kilómetros al sur de Skaryszew, a 16 kilómetros al sur de Radom, y a 107 kilómetros al sur de Varsovia.